# Telenovela
Telenovela (šp. Telenovela  – „teleroman“, port. Novela, u pojedinim državama i Teleseria) je specijalizovana forma televizijske serije, koja potiče iz Latinske Amerike. Od osamdesetih godina 20. veka postale su popularne i u drugim delovima sveta – posebno u Istočnoj Evropi, na Balkanu, Severnoj Africi, Kini i Americi.

## Istorija
Telenovele potiču sa predrevolucionarne Kube, još pre početka radio ere. Tamo su radnice u fabrikama cigara tokom posla slušale čitanje romana. Nastavci su se nizali od jednog radnog dana, do sledećeg. Romane je radnicama čitala nadzornica. Ta tradicija se i danas neguje. Na Kubi je 1930. prvi put jedan roman prerađen u radionovelu i emitovan na istom.
U 19. veku su epizodni romani bili poznati i popularni i među čitaocima u Evropi. Dela Aleksandra Dime (Tri musketara) i Čarlsa Dikensa (Oliver Tvist) su prvobitno izašli u dnevnim novinama i časopisima. Za svaki novi broj je napisan jedan nastavak. Ako bi roman oduševio čitaoce, onda bi ga pisac mogao produžiti i time zaraditi veći honorar.
U pedesetim godinama 20. veka otkriven je epizodni roman za televiziju u južnoameričkim državama – telenovela. Prva datira iz 1950. godine. To je serija Sua vida me pertence (Tvoj život meni pripada) u brazilsko-kubansko-meksičkoj koprodukciji, emitovana je dva puta nedeljno. Senderos de amor (Putevi ljubavi, Kuba, 1951) i Ángeles de la calle (Anđeli sa ulice, Meksiko, 1951), su usledile i emitovane jednom nedeljno. Senda prohibida (Zabranjeni put), scenaristkinje Fernande Viljeli, su bile prve telenovele koje su emitovana tokom cele nedelje (1957–1958). Prva telenovela koja se prikazivala u velikom broju zemalja је Simplemente María (Jednostavna Marija, Peru, 1969).
Najuspešnije telenovele se proizvode u Meksiku i Brazilu, gde se emituju u najboljim terminima. U nešto manjem obimu telenovele se proizvode i u Argentini, Venecueli, Kolumbiji i Čileu.
Telenovele su iz Južne Amerike prvo stigle u Španiju, Portugaliju i Italiju, onda u države bivšeg Sovjetskog Saveza, republike bivše Jugoslavije, Severnu Afriku, pa do daleke Kine. Zvanične studije su potvrdile da su telenovele iz produkcijskih kuća Televisa (Meksiko) i Rede Globo (Brazil) u svetu uspešnije od sapunica iz Sjedinjenih Američkih Država, Australije i Ujedinjenog Kraljevstva zajedno. Neretko se na jednom kanalu emituju i po šest različitih telenovela dnevno.
Najuspešnija telenovela svih vremena je Robinja Isaura, koja je izvezena u 95 država sveta. To je bila prva televizijska emisija na kineskoj televiziji u kojoj je glavni lik bila strankinja: 450 miliona Kineza su pratili svakodnevno muke bele robinje Isaure. Za glavnu ulogu je Luselija Santos nagrađena Zlatnim orlom u Kini. U Poljskoj je do dana današnjeg najgledanija emisija svih vremena ikada emitovana na televiziji. Prosečna gledanost je bila 81%, povremeno je dostigla čak 92%. To je ujedno i prva telenovela emitovana u bivšoj Jugoslaviji.
Nakon pada gvozdene zavese, ruska televizija je emitovala meksičku telenovelu I bogati plaču. Seriju je pratilo 110 miliona gledalaca.
Venecuelanska telenovela Kasandra je dospela i do Ginisove knjige rekorda kao proizvod na španskom jeziku izvezen u rekordnih 128 država sveta. Bila je to prva telenovela emitovana u Japanu i proslavila je glumicu Koraimu Tores u svetu.
Sedište TV stanice Televisa u San Anhelu (Meksiko) je 19. septembra 1985. pogodio jak zemljotres. Mnogi original zapisi telenovela su tada uništeni.

## Razlike između telenovele i sapunice
Često se mešaju termini telenovela i sapunica, iako se zapravo radi o dva različita formata.

### Telenovela
Dešavanja klasične telenovele se prikazuju iz perspektive (najčešće ženskog) glavnog lika (protagoniste). Sve češće se proizvode telenovele sa muškim glavnim likom, ili sa tinejdžerskim glavnim junacima i temama, koje privlače šire gledalište.
Kod telenovela se kao i kod sapunica, dnevno emituje jedna epizoda. Takođe se koristi koncept klifhengera (engl. cliffhanger), pa se epizode obično završavaju sa dramatičnim događajem, čiji ishod ostaje nejasan. To služi da bi se gledaoci motivisali da i sledećeg dana ponovo gledaju seriju, kako bi saznali šta se dalje desilo. Za razliku od sapunice, telenovela ima definisan kraj: obično traje između četiri meseca do najduže godinu dana (u proseku 80–250 epizoda). Zavisno od radnje, i uspeha kod publike.
Telenovele se zasnivaju na zaokruženoj radnji. Svaki sporedni lik je na ovaj ili onaj način spojen sa jednim od glavnih likova – samim tim i sporedne radnje sa glavnom radnjom. Tako se omogućava takozvani multiplot, to znači da se može konstruisati i pratiti više priča paralelno. Glavni likovi ostaju blago u centralizovani. Pošto pojedini likovi imaju poneku „tajnu“, ima dovoljno prostora za dramaturgiju, suze, smeh i iščekivanje.

### Sapunica
Sapunica prati niz potpuno nezavisnih sudbina istom pažnjom na neodređeno vreme. Zbog neograničenosti trajanja glumačka postava se neprestano menja. Sapunica traje od jedne radnje do sledeće. Radnja se često ponavlja kroz nove likove u intervalima od dve godine. Jedino što može zaustaviti sapunicu je pad gledanosti. U takvim slučajevima se često, zarad uštede troškova, radnja prekida i ako priča nije zaokružena (npr. Models Inc., The Colbys, Central Park West, Paper Dolls', itd).

## Karakteristike telenovele
Za telenovele je takozvani „melos u drami“ jako karakterističan. Pored izgovorenog, adekvatna mimika i gestikulacija, potkrepljuje dramatične situacije. Duboke emocije, koje mimika ne može izjasniti, se pojačavaju kroz prateću muziku (melos u drami).
Najindividualnije kod telenovela: Misli likova – najčešće ženskog glavnog lika – se u seriji mogu čuti putem glasa u pozadini. To treba da pojača žanrovsku povezanost sa pisanim romanima.

## Tematike u telenovelama
Telenovele se rado služe motivima iz bajki. Jedan od najomiljeniji motiva je Snežana (zla maćeha ili svekrva zagorčava život dragoj devojci) ili varijacije Pepeljuge (siromašna devojka u potrazi za srećom kraj nekog dobrostojećeg muškarca). Podjednako se proizvode telenovele sa savremenim sadržajem, koji iz kritične perspektive prikazuje moderno društvo i položaj karijeristkinje u istom. Rado korišćen motiv je poigravanje razlikama između bogatih i siromašnih. Rasni konflikti se na primer obrađuju u telenoveli Ciganke, gde su Cigani glavni likovi. Brazilska telenovela Zabranjena ljubav se bavi ljubavlju između muslimanke Žade i hrišćanina Lukasa. Zloupotreba droge i kloniranje su takođe deo radnje. Sujeverje i okultizam su glavni delovi radnje serije La Chacala. U telenoveli Porodične spletke, junakinje boluju od srčane bolesti i leukemije. Dok su glavni likovi u Zagrli me čvrsto i Esmeralda slepe, u seriji Cristal obrađuje se tematika raka dojke. Jedna potpuno neatraktivna, ružna devojka u telenoveli Ružna Beti izbacuje lepše konkurentkinje znanjem i umećem iz igre. Los hijos de nadie (Ničija deca) proučava težak život dece sa ulice. Serija Nada personal (Ništa lično) tematizuje jako visok stepen kriminala u Meksiku. Ponekad glavni glumac tumači i ulogu blizanaca, a obično je radnja takva da je jedan dobar, a drugi loš. Takav je slučaj u telenovelama Izdaja, Zlobnica i Kasandra. Zavodnici kao glavne likove ima muškarce iz jedne porodice, sa različitim pogledima na život i različitim ciljevima. Poslednju epizodu te serije je na televiziji Canal 13 u Čileu pratilo 60% gledaoca. Argentinska telenovela Buntovnici sa tinejdžerima junacima je takođe postigla ogroman uspeh i mnogo zemalja je otkupilo pravo da snimi lokalnu verziju. Isto se dogodilo sa Graduados, produkcijske kuće Telefe.
Dok većina latinoameričkih produkcija i dalje forsira stereotipne tematike (Televisa), brazilske produkcije se znatno razlikuju. Oni su uneli inovacije i često se bave škakljivim temama. Na kanalu Rede Globo se utemeljio sledeći obrazac:
- 18:00 sati – priče iz vremena kolonijalizma, ropstva, vreme imigracije... (po običaju malo romantizovano).
- 19:00 sati – savremene priče, ponekad sa humorističkom notom, urote, osveta i intrige.
- 21:00 sat – glavna telenovela (Novela das nove – Novela u devet), od koje se očekuje najbolja gledanost. Spektar tematika je širok i menja se od serije do serije. Sociološki kritične teme kao abortus, hendikepiranost, korupcija, zloupotreba droge, kriminal, prostitucija, diskriminacije zbog polnog opredeljenja, boje kože ili porekla.

Telenovele se obično završavaju srećnim krajem.

## Produkcija telenovela

### Pristupanja snimanju, tehnike
Produkciji telenovela se pristupa na dva moguća načina:
- Prvi je uveo Meksikanac Valentin Pimštajn. On radi sa „otvorenim scenarijem“. Prvobitno se snimi u proseku 30–50 epizoda, pa se tokom emitovanja sprovode ankete među gledaocima. Tako autori mogu da utiču na želje gledaoca, da uvedu nove likove ili prizovu nove zaplete.
- Druga metoda je takođe ideja jednog Meksikanca – Ernesta Alonsa. Telenovela se snimi u celini. Pri dobroj reakciji publike mogu se naknadno dosnimiti epizode, koje se ubace u sredinu serije. Telenovela Salome je sa planiranih 150 produžena na 180 epizoda. Serija sa lošom prihvaćenošću kod publike mogu se skratiti kako ne bi blokirale atraktivne termine.

Latinoameričke telenovele su često visokobudžetne, pa se izdvaja velika svota novca za scenografiju, kostime, šminku i stajling glumaca. Takođe se često snima na spoljašnjim lokacijama i pridaje pažnja na kadrove sa prirodnim lepotama. Glavne uloge se poveravaju poznatim i uglednim glumcima, ne početnicima, ali se to postepeno menja. Fernando Kolunga, Viktorija Rufo, Sesar Evora, Elena Roho, Talija, Gabrijela Spanik i Luselija Santos su samo neki od njih. Dodatni razlog za takvo postupanje je da se investicije brzo povrate (jer telenovele imaju kraj). Kod sapunica bi ovakva produkcija dalekoročno bila neprofitabilna (zbog neograničenog trajanja i stalnih investicija).
Telenovele moraju držati korak sa paralelnim, svakodnevnim emitovanjem. To zahteva drugačije metode nego kod običnih serija. Kuće sa izuzetno visokom produkcijom koriste suflere. Glumci i glumice imaju bubicu u uhu, preko koje im sufleri došaptavaju tekst, mimiku i gestikulaciju. Akteri su tako pošteđeni uvežbavanja teksta i čestog ponavljanja neuspelih scena. U drugom uhu se nalazi mikrofon. To sprečava dugotrajne naknadne sinhronizacije, u slučaju problema sa tonskim zapisom. U proseku se kod latinoameričkih telenovela na dan mora snimiti 43–50 minuta gotovog materijala za televizijsko emitovanje. Kod sapunica, koje se proizvode u SAD i zapadnoj Evropi, apsolutni je maksimum 25 minuta na dan. Epizoda dramske serije od 40–60 minuta, koja se emituje jednom nedeljno, snima oko pet dana (10–12 minuta gotovog materijala na dan).
U većini slučajeva je tim autora zadužen za scenario. Obično jedan autor zamisli osnovnu liniju radnje, dok ostali pisci raznorazne spletke dodaju iz epizode u epizodu. Manje produkcije koriste konvencionalne metode i naruče scenario kod samo jednog autora. U pisanju nekih scenarija za telenovele su učestvovali i čuveni brazilski pisci (Žorž Amado), koji su pomogli da se njihova književna ostvarenja prenesu na TV ekran.
Mnoštvo reditelja učestvuje u snimanju telenovela. Tako se paralelno snima na različitim setovima, što vodi do znatne uštede vremena.
Danas se telenovele često snimaju na prenosivom hard disku, umesto na video traci, jer ide u prilog brzom tempu rada i nema čekanja zbog naknadnog digitalizovanja i dorađivanja u studiju. U istom koraku se za dobijanje romantizovane slike, koju poneke produkcije preferiraju, preko snimljenog materijala stavlja Avid-Plug-in.
Televisa (Meksiko), koja je pored Rede Globo-a (Brazil) vodeća u ovom biznisu, godišnje proizvede između 7 i 9 telenovela. 80% njihovih telenovela se izvozi.

### Važne produkcijske kuće
- Meksiko: Televisa i
- Brazil: Rede Globo,  i
- Venecuela:  i
- Kolumbija: ,  i
- Argentina: ,  i
- SAD: Telemundo i

## Promocija telenovela
Pred početak telenovele se obično sprovede obimna reklamna kampanja u latinoameričkim državama. Puštaju se promo trejleri u reklamnim blokovima aktuelnih telenovela, koriste se štampani mediji kao magazini, časopisi, pa i reklamni baneri na železnicama, u gradu, kraj auto-puta, na internetu... Često animišu pitanja na banerima gledaoce da se priključe gledalištu novih telenovela, na primer "Šta razdvaja … i …?", "Zašto se … vratio?", "Šta … smera?", "O čemu … sanja?". Većina država je preuzela ovu dobro osmišljenu taktiku promocije.
Jako bitnu ulogu igra i naslovna pesma. Melodija pri promociji mora biti lako pamtljiva i imati jako efekat raspoznavanja. Mnoge naslovne pesme iz telenovela su dostigle viskoe pozicije na muzičkim top listama. Primera radi, Mi destino eres tú (istoimena telenovela, izvodi Lusero), Hoy (Amar otra vez, izvodi Glorija Estefan) ili Nunca te olvidaré (istoimena telenovela, izvodi Enrike Iglesijas), koje su svi bili br. 1 na top listama. Za telenovelu Amar otra vez su se snimile tri različite verzije uvoda. Dve verzije, koje su namenjene za izvoz, su snimljene uz muzičku podlogu pesama Glorije Estefan, a uvod za meksičko tržište je snimljeno sa pesmom Enrikea Iglesijasa. U telenovelama Rebelde Way i Rebelde su tinejdž bendovi ERREWAY i RBD u središtu radnje. U realnom životu su kasnije zaista mogli započeti muzičku karijeru. Brazilska telenovela O clone je koristila pesme izvođača Šakira, Andrea Bočeli, Ažda Pekan, Sting, Elton Džon, Sara Brajtman, Lara Fabijan i mnogih drugih poznatih muzičara. Nataša Atlas se u istoj telenoveli pojavila kao gošća. Australijska grupa Dead Can Dance je pesmom Nierika označila početak La Chacala. Za La madrastra su Laura Pauzini („Viveme“) i Rejli Barba („Amor del bueno“) dva različita uvoda. Ticijano Fero Alucinado je bila melodija serije La invasora.
U svim zemljama u kojima su telenovele popularne, se nude specijalizovani časopisi. Vodeći časopis o telenovelama u Meksiku je TVyNovelas. Ovaj magazin izdaje Televisa i štampa se od 1979. godine. U Srbiji se prodaje časopis TV Novele. Sadržaj tih časopisa obuhvata reportaže sa snimanja, najave novih serija, pretpregled novih epizoda, postere, intervjue, itd.
Meksička kuća Televisa je mnoge telenovele iz sopstvene produkcije izdala na DVD. Najčesće su dostupni titlovi na nekoliko jezika. U mnogim državama se nude i licencirani DVD-i, kao srpskom tržištu. Omiljeni Soundtrack, sa melodijama iz telenovela, su takođe u ponudi.

### Događaji oko telenovela
Meksički časopis TVyNovelas od 1981. godine održava godišnju manifestaciju Premios TVyNovelas, na kojoj se nagrađuju, među ostalog: najbolja telenovela, najbolja glavna glumica, najbolji glavni glumac, najbolja naslovna pesma, najbolji scenario... Sličnu manifestaciju u Brazilu održava magazin Contigo!, koji nagrađuje najbolje u 13 kategorija. U Južnoj Americi ove manifestacije uživaju ugled kao dodela Oskara u SAD.
Od 2003. se godišnje održava Samit telenovela (Cumbre Mundial de la Industria de la Telenovela y la Fición). Ovde se promovišu nove produkcije i dodeljuju nagrade. Najuspešnija produkcija Televisa ovde učestvuje tek od treće manifestacije.

## Poznati rimejkovi telenovela
Najčesće replicirana telenovela je kolumbijska "Ružna Beti" (Yo soy Betty, la fea) snimana od 1999 do 2001. godine. Uspeh je bio toliki, da je dobila naslednicu "Eco Moda". Štaviše, scenario je prodat u Rusiju ("Не родись красивой"), Holandiju ("Lotte"), Meksiko ("La fea más bella" i "El amor no es como lo pintan"), Indiju ("Jassi Jaissi Koi Nahin"), Nemačku ("Verliebt in Berlin"), Grčku ("Maria, i Aschimi"), Izrael ("Esti Ha'mechoeret"), Španiju ("Yo soy Bea"), Srbiju i Hrvatsku ("Ne daj se, Nina"), Češku ("Ošklivka Katka"), Tursku ("Sensiz Olmuyor"), Belgiju ("Sara"), Poljsku ("Brzydula"), Vijetnam ("Cô Gái Xấu Xí"), Filipine (I ♥ Betty la fea), SAD ("Ugly Betty"), Kinu ("Chou Nu Wu Di") i Brazilu (Bela, a feia). Mnoge produkcije su se poslužile motivima radnje iz ove uspešne telenovele: "Mi gorda bella" (Meksiko), "" (Meksiko), "" (Meksiko), "Patido fea" (Argentina) i "Tudo por amor" (Portugal).
Stopama uspeha "Yo soy Betty, la fea" krenula je i argentinska telenovela "LaLola" iz 2007. godine u kojoj se glavni junak, tipični ženskaroš, preko noći nađe u ženskom telu. Snimljene su čileanska verzija (Lola), belgijska verzija (LouisLouise), kineska, španska, turska pod nazivom "Lola".
Još jedna argentinska telenovela koja je više puta replicirana je  Graduados iz 2012. godine. Scenario je prodat u Čile (Graduados, historias que no se olvidan), Kolumbiju (Graduados), Grčku (Symmathites) i Srbiju (Istine i laži). Scenario je prodat i u Meksiko. Grčka verzija je zbog velike popularnosti, nevezano za original, dobila još dve sezone. U Srbiji, lokalna verzija je takođe zabeležila veliki uspeh, te je odlučeno da se serija nastavi nevezano za original.
Telenovela "Simplemente Maria", iz 1967, replicirana je još pet puta: 1969 (Peru), 1970 (Brazil), 1972 (Venecuela), 1979 (Argentina) i 1989 (Meksiko). Verzija iz 1989. je postigla ogroman uspeh u Rusiji, i Viktorija Rufo je bukvalno preko noći postala zvezda.
Telenovela "Esmeralda" je snimljena još četiri puta. Dva puta u Meksiku (1972/1997), jednom u Venecueli (1984) i jednom u Brazilu (2004). Meksička verzija iz 1997. ubedljivo je najpoznatija, 1998. nagrađena je kao najbolja telenovela 1997. godine na gali svečanosti magazina "TVyNovelas", a u Srbiji, gde je bila hit, smatra se kultnom serijom.
Nova verzija „Robinje Isaure“ je 2004. snimljena u Brazilu.
Hit serija "Rubi"autorke Jolande Vargas Dulče je prvi put snimljena 1968. sa 53 epizoda. Igrani film "Rubi" je usledio 1970, po istom scenariju. Nova verzija ove telenovele, snimljena 2004. u 115 epizoda, nagrađena kao "najbolja telenovela 2004." od strane magazina "TVyNovelas".
Telenovela "Peregrina" je snimljena 2005. koja bazira na scenariju autorke Delije Fijaljo. Telenovela "Kasandra" (1992) je prvobitna verzija ove telenovele. Fijaljo je takođe autorka telenovela "Guandalupe", "Luz Maria", "Esmeralda", "Milagros", "Soledad", "Rosalinda" i mnogih drugih.
Argentinska tinejdž-telenovela "Rebelde Way" ima niz replika. Meksička "Buntovnici" je najuspešnija među njima.

## Evropske telenovele
Ogroman uspeh uvoznih telenovela je ohrabrio mnoge evropske produkcijske kuće da se i same okušaju na tom polju.
Prva ruska telenovela se zvala Kneginja Anastasija (Бедная Настя), snimana je 2003. i 2004. u saradnji AMEDIA, Russian World Studios i Sony Pictures. Telenovela, koja se događa u 19. veku, je i van granica bivše SSSR pobrala pozitivne kritike. U Kini je dramatična sudbina Anastasije imala zavidnu gledanost. Čak i u Ujedinjenim Arapskim Emiratima je prikazan ruski prvenac na kanalu EDTV Dubai. Od tada je snimljeno niz drugih telenovela u Rusiji.
Rumunija je jedna od vodećih država u istočnoj Evropi, što se tiče produkcije telenovela. Nekoliko serija je lansirano i na međunarodnom tržištu. Daria, iubirea mea i Lacrimi de iubire, iz produkcije Media Pro Pictures, su emitovane i na prestižnom meksičkom kanalu TV Azteca. Veliku popularnost je doživela serija Inimă de ţigan, koja je takođe emitovana izvan Rumunije. 
Od novembra 2004. godine, kada je nemačka produkcijska kuća Grundy UFA u saradnji sa kućom teamWorx, lansirala prvu nemačku telenovelu „Bjanka – put do sreće“ (Bianca – Wege zum Glück) na tržištu nemačkog govornog područja, se ovaj serijski format pojavljuje sve češće na nemačkim, austrijskim i švajcarskim televizijama. Pre toga je ovaj serijski format bio samo malo poznat, jer su sapunice dominirale u predvečernjim terminima na televiziji. Uspeh Bjanke je ohrabrio kanal ZDF, da pod nazivom Wege zum Glück nastave sa ovom telenovelom u kojoj se svake godine menja glavni par. Grundy UFA je proizvela i „Zaljubljeni u Berlinu“ (Verliebt in Berlin), jako uspešnu telenovelu na nemačkom tržištu. U pitanju je adaptacija kolubijanskog formata Yo soy Betty, la fea. Priča o ružnoj sekretarici Lisi Plenske je više puta produžavana. Snimljeno je 645, umesto prvobitno planiranih 225 epizoda. „Oluja ljubavi“ (Sturm der Liebe) je takođe doživela veliki uspeh. Mnoge nemačke telenovele su izvezene u nekoliko zemalja u okruženju. U Nemačkoj latinoameričke nisu nikada bile toliko popularne kao na primer u Srbiji. Zbog toga nemačke telenovele više liče na sapunice i nemaju eskapistički stil, kao meksičke telenovele, ali osnovni elementi su prisutni.

### Srpske i hrvatske telenovele
Kuća „Power House Entertainment“ je uz BK TV 2004. snimila telenovelu Jelena, kao prvu srpsku telenovelu ikada. Scenario je pisao iskusni Meksikanac Hoakin Herero Kasasola Gomez. Prva epizoda je zarad bolje promocije 18. oktobra 2004. projektovana na Trgu republike putem video bima. Jelena je izvezena u petnaestak zemalja. Na prvom samitu telenovela u Barseloni je osvojila nagradu, za najbolji scenario (ispred američke sapunice „Odvažni i lepi“ (The Bold and the Beautiful)). Godine 2007. RTV Pink je snimila drugu po redu srpsku telenovelu „Ljubav i mržnja”, koja je zabeležila veliku popularnost i izdata je na DVD-ovima. Srpska Foks televizija i hrvatski RTL su zajedno snimili srpsko-hrvatsku verziju Yo soy Betty, la fea pod nazivom Ne daj se, Nina. Hrvat Roman Majetić je nakon velikog uspeha njegovih telenovela u Srbiji, otvorio ispostavu svoje produkcijske kuće AVA u Beogradu, pod nazivom AVA film. Prvi projekat AVA filma je telenovela „Zaustavi vreme“ iz 2008. godine. Nakon što je njegova produkcijska kuća počela da niže neuspehe, nije uspela da proda ovu telenovelu nijednoj televiziji u regiji, te je ona do danas ostala neprikazana, iako je u nju uloženo oko 10 miliona evra. Nakon toga, proizvodnja telenovela u Srbiji je prestala, sve dok Prva srpska televizija (bivši Foks) nije 2017. godine započela Istine i laži, srpsku verziju argentinske telenovele Graduados produkcije Telefe. Zbog velike popularnosti, serija je dobila drugu sezonu u septembru 2018. godine, a treću u februaru 2019. godine. Nakon 3. sezone, u junu 2019. godine, objavljeno je da se serija završila i da je Prva TV odlučila da je od septembra iste godine zameni nova telenovela u njihovoj produkciji, Drage tatice, rimejk još jedne argentinske telenovele iz produkcije Telefe. Međutim, zbog velike popularnosti, odlučeno je da Istine i laži budu obnovljene za četvrtu sezonu, te je stoga projekat Drage tatice odložen. U decembru 2019, Prva je najavila emitovanje serije Drage tatice pod nazivom Tate za januar 2020, kada je sa emitovanjem krenula još jedna njihova telenovela, Igra sudbine. Obe su rađene po licenci latinoameričkih telenovela. Od 2018. do 2019.  i Prva snimale su drugu po redu srpsko-hrvatsku telenovelu Pogrešan čov(j)ek, po scenariju Jelene Veljače. Televizija Pink je objavila da, nakon 12 godina, snima još jednu telenovelu u svojoj produkciji. U pitanju je istorijska telenovela Crveni mesec koja se emitovala od oktobra 2019, a režiju i scenario je radio Roman Majetić, vlasnik hrvatske produkcije AVA koja je snimila prve i najuspešnije hrvatske telenovele. Nakon završetka Crvenog meseca najavljen je spin-of, pod nazivom Jugoslovenka.
U Hrvatskoj je AVA produkcija snimila prvu hrvatsku telenovelu Vila Marija. I oni su imali pojačanje iz Meksika. Režiju je vodila Meksikanka Alisija Karvahal, zajedno sa Stankom Crnobrnjom. Nazivi sledećih, takođe popularnih, telenovela kuće AVA su: Ljubav u zaleđu, Obični ljudi i Ponos Ratkajevih, sa kojima je ista učvrstila svoj poziciju na tržištu. Kako bi hrvatske telenovele i na susednom srpskom tržištu bile što bolje prihvaćene, su redovno angažovani i glumci iz Srbije, kao što su Aleksandar Srećković, Nenad Stojmenović, Aljoša Vučković, Maja Noveljić Romčević i drugi. U prve dve telenovele je AVA, pored estradnih zvezda Jelene Rozge i Petra Graše, ugostila i meksičke zvezde. Omar Hermenos i Glorija Peralta su glumili u nekoliko epizoda u Vile Marija, a Huan Pablo Medina i Paola Tojos u Ljubav u zaleđu. Zakon ljubavi je sledeća telenovela iz kuće AVA, koja je na jesen 2008. godine krenula na televiziji Nova. Nakon ogromnih uspeha AVA produkcije na državnoj televiziji HRT, ova nova telenovela, na drugoj televiziji nije uspela da nastavi taj pozitivni trend. Od planiranih 185 epizoda je snimljeno 73, od kojih je emitovano 60, pre nego što je usledilo ukidanje serije. Pošto AVA produkcija više nije sarađivala sa HRT, ta televizija je naručila izradu novih telenovela od produkcijske kuće Ring Multimedija. To je prvi put da se u Hrvatskoj neka druga kuća okušala na tom polju posle AVA produkcije. Telenovele Sve će biti dobro, Dolina sunca i Pod sretnom zvijezdom su uspele da ponove uspehe ranijih serija, koje su emitovane u istom terminu. Nakon neuspeha Zakona ljubavi, Nova TV je sama krenula sa produkcijom telenovela. Prva je bila Najbolje godine, a zatim su usledile Larin izbor, Zora dubrovačka, Kud puklo da puklo, Zlatni dvori, Čista ljubav, Na granici i Drugo ime ljubavi. Mnoge su dobile i drugu sezonu, a Larin izbor, koji se do danas smatra najuspešnijom hrvatskom televizijskom serijom, dobio je pored druge sezone i film. Sve su emitovane i van granica Hrvatske, a Kud puklo da puklo i Larin izbor i u arapskih zemljama. Larin izbor je izvezen u 17 država sveta. RTL televizija je sa srpskim Foksom snimila lokalnu verziju Ružne Beti pod nazivom Ne daj se, Nina. Samostalno su snimili telenovele Ruža vjetrova, Tajne, Vatre ivanjske i Prava žena. RTL je zajedno sa srpskom televizijom Prva (bivši Foks) od 2018. do 2019. snimao telenovelu Pogrešan čov(j)ek.
| Zemlja porekla   | Naziv                 | Proizvodnja                        | Epizode | Televizija   | Godina    |
| Srbija           | Jelena                | i BK TV                            | 110     | BK TV        | 2004–2005 |
| Hrvatska         | Vila Marija           | AVA produkcija                     | 160     | HRT          | 2004–2005 |
| Hrvatska         | Ljubav u zaleđu       | AVA produkcija                     | 175     | HRT          | 2005–2006 |
| Hrvatska         | Obični ljudi          | AVA produkcija                     | 170     | HRT          | 2006–2007 |
| Hrvatska         | Ponos Ratkajevih      | AVA produkcija                     | 180     | HRT          | 2007–2008 |
| Srbija           | Ljubav i mržnja       | RTV Pink                           | 100     | RTV Pink     | 2007–2008 |
| Hrvatska, Srbija | Ne daj se, Nina       | RTL i Foks                         | 52      | Foks, RTL    | 2007–2008 |
| Srbija           | Zaustavi vreme        | AVA film                           | 120     | Happy TV     | 2008      |
| Hrvatska         | Zakon ljubavi         | AVA produkcija                     | 60      | Nova TV      | 2008      |
| Hrvatska         | Sve će biti dobro     |                                    | 180     | HRT          | 2008–2009 |
| Hrvatska         | Dolina sunca          | Ring Multimedia                    | 210     | HRT          | 2009–2010 |
| Hrvatska         | Najbolje godine       | Nova TV                            | 318     | Nova TV      | 2009–2011 |
| Hrvatska         | Pod sretnom zvijezdom | Ring Multimedia                    | 75      | HRT          | 2011      |
| Hrvatska         | Larin izbor           | Nova TV                            | 347     | Nova TV      | 2011–2013 |
| Hrvatska         | Ruža vjetrova         | RTL                                | 340     | RTL          | 2011–2013 |
| Hrvatska         | Zora dubrovačka       | Nova TV                            | 161     | Nova TV      | 2013–2014 |
| Hrvatska         | Tajne                 | RTL                                | 140     | RTL          | 2013–2014 |
| Hrvatska         | Vatre ivanjske        | RTL                                | 140     | RTL          | 2014–2015 |
| Hrvatska         | Kud puklo da puklo    | Nova TV                            | 350     | Nova TV      | 2014–2016 |
| Hrvatska         | Zlatni dvori          | Nova TV                            | 147     | Nova TV      | 2016–2017 |
| Hrvatska         | Prava žena            | RTL i OHT Production               | 100     | RTL          | 2016–2017 |
| Hrvatska         | Čista ljubav          | Nova TV                            | 173     | Nova TV      | 2017–2018 |
| Srbija           | Istine i laži         | i Prva TV                          | 332     | Prva TV      | 2017–2019 |
| Hrvatska         | Na granici            | Nova TV                            | 236     | Nova TV      | 2018–2019 |
| Srbija, Hrvatska | Pogrešan čov(j)ek     | Adrenalin produkcija, Prva TV, RTL | 180     | RTL, Prva TV | 2018–2019 |
| Srbija           | Crveni mesec          | RTV Pink                           | 128     | RTV Pink     | 2019–2020 |
| Hrvatska         | Drugo ime ljubavi     | Nova TV                            | 175     | Nova TV      | 2019–2020 |
| Srbija           | Igra sudbine          | i Prva TV                          | 870+    | Prva TV      | 2020–     |
| Srbija           | Tate                  | i Prva TV                          | 180     | Prva TV      | 2020–2021 |
| Hrvatska         | Dar mar               | Nova TV                            | 204     | Nova TV      | 2020–2021 |
| Srbija           | Jugoslovenka          | RTV Pink                           | 60      | RTV Pink     | 2020      |
| Srbija           | Kolo sreće            | i Prva TV                          | 217     | Prva TV      | 2021–2022 |
| Hrvatska         | Kumovi                | Nova TV                            | 423     | Nova TV      | 2022–2024 |
| Srbija           | Od jutra do sutra     | i Prva TV                          | 293     | Prva TV      | 2022–2023 |
| Srbija           | Zakopane tajne        | RTV Pink                           | 121+    | RTV Pink     | 2023–     |

## Uticaj telenovela na društvo
Telenovele su znatno doprinele zdravstvenoj edukaciji u latinoameričkim državama. Takođe su doprinele emancipaciji žena, jer ih najčešće prikazuju kao prosvećene i jake ličnosti. Lik majke je u pričama obično centralan i pozitivan. Sve češće se prave telenovele sa muškim i tinejdžerskim glavnim likovima, tako da i među njima raste uticaj.
U argentinskoj telenoveli Simplemente Maria Irma Roj glumi mladu majku Mariju, koja se u nadi za boljom zaradom seli iz provincije u velegrad. Kada zatrudni, životni saputnik je napušta. Međutim, ona se i dalje obrazuje i paralelno radi kao švalja da bi preživela. Studije su potvrdile da je tokom emitovanja ove telenovele drastično porasla prodaja šivaćih mašina firme Singer, da je kontinuirano uvećan broj prijava za kurseve obrazovanja odraslih i da su selidbe iz provincije u gradove bile uočljivo uvećane. Kada je 1969. u peruanskoj verziji Simplemente Maria snimano Marijino venčanje na Plaza de Mayor u Limi, tu se skupilo 10.000 ljudi da prisustvuje tom činu.
Tokom emitovanja telenovela Lacos de familia i De cuerpo y alma (u kojima su junaci žene koje boluju od leukemije, odnosno srčane bolesti) munjevito su porasle donacije krvi, koštane srži i organa. Jedna studija, koja je povodom tog fenomena sprovedena, nazvana je „Kamilin efekat“, po glavnoj junjakinji telenovele Lacos de familia. Na početku emitovanja ove telenovele mesečno je registrovano 20 novih donatora koštane srži. Kada je u seriji snažno forsirana tema leukemije, broj novih mesečnih registracija donatora je porastao na 900.
U telenovelama Nada personal i Xica da Silva otvoreno se govori o socijalnim neprilikama, prostituciji i izrazito visokoj stopi kriminala u latinoameričkim državama, što je obrazovalo i upozorilo javnost na ove fenomene.
Naročito TV Azteka u svojim telenovelama koristi teme koje inače nikada ne bi imale šansu da se o njima otvoreno govori na meksičkoj televiziji. Između ostalog, u jednoj telenoveli obrađen je slučaj predsedničkog kandidata Luis Donaldo Colosio Murrieta (ubijen 1994), pod promenjenim imenom. Korumpirani političari su često služili kao negativni primeri. Da bi izbegli tinejdž-kult, i da bi druge starosne grupe takođe bile predmet zbivanja, TV Azteka je znatno češće uvrštavala likove srednjih godina u svoje serije. Začete su teme kao propali brakovi i život posle toga, veze sa znatno mlađim ili znatno starijim partnerom i druge moralne tabu teme. Žene na visokim pozicijama, koje uspevaju da se u poslovnom svetu izbore protiv zavidnih muškaraca, su se sve češće pojavljivale. TV Azteka takođe muškarcima nudi više likova za poistovećivanje. Studije su dokazale da publika jače platežne moći, sa višim obrazovanja i boljim kvalifikacijama preferira produkcije TV Azteke u odnosu na Televisine. Pored Nada personal, TV Azteka je imala veliki uspeh sa Mirada de mujer i Cuando seas mía.
Činjenica da je u Ekvadoru prekinuto zvanično zasedanje parlamenta da bi se mogla odgledati sledeća epizoda Yo soy Betty, la fea, dokazuje veliki društveni značaj koji telenovele zauzimaju u latinoameričkoj kulturi.
U Srbiji je popularnost telenovele Kassandra bila tolika da je danas spominju u gimnazijskim udžbenicima sociologije. Pevač Šaban Bajramović joj je posvetio pesmu na tada aktuelnom albumu, a Dragana Mirković je snimila spot za pesmu Dušu si mi opio, koji je jako inspirisan Kasandrom. Veliki fenomen u Srbiji takođe je izazvala Esmeralda, koja se, zajedno sa Kasandrom, smatra kultnom telenovelom.
Hrvatska telenovela Vila Marija je u susednoj Srbiji bila toliko popularna, da ju je pevačica Tijana Dapčević spomenula u svojoj jugonostalgičnoj pesmi „Sve je isto samo njega nema“ („Čujem u Beogradu, da se gleda Vila Marija“). U pesmi La Gitana, Flamingosi i Emina Jahović parodiraju tipične situacije iz telenovela. U pesmi Španska serija, pevač i modni frizer Aleksandar Kapriš zahteva da se njegova voljena odluči između njega i telenovele. U pesmi Srbija, koju grupa Luna peva sa Lepim Mićom i Milićem Vukašinovićem, parodiraju se navike i osobine Srba. Tako se u spotu na tren prekida pesma i svi akteri sedaju pred televizor da gledaju telenovelu.
Pored svih pozitivnih i simpatičnih efekata, bilo je i više ekstremnih nuspojava vezanih za ovaj format.
Najgori slučaj dogodio se u Brazilu, u decembru 1992. godine, kada je glumac Giljerme de Padua ubio koleginicu iz telenovele De Corpo e Alma, Danijelu Perez. Naime, Giljerme i Danijela su u seriji tumačili ljubavni par, no u nadolazećim epizodama trebalo je da se rastave. Ljubomorni Giljerme, opsesivno zaljubljen u Danijelin lik, ubio je koleginicu na brutalan način i njeno telo odbacio u blizini brazilske favele. To ubistvo je privuklo više pažnje od ostavke tadašnjeg predsednika Fernanda Color de Mela. Još uvek mnogi hodočasnici obilaze mesto zločina, jedna magistrala blizu Rija, da oplakuju ubijenu glumicu.
U Mađarskoj je nekim gledaocima bilo teško da razlikuju fikciju i realnost. Grupa ljudi je sakupila 75.000 dolara i poslala ih brazilskoj ambasadi kako bi oslobodili glavni lik telenovele Robinja Isaura.
Kada je Kasandra, glavni lik istoimene telenovele, optužena za ubistvo koje nije počinila, građanska inicijativa iz mesta Kučevo u Srbiji je poslala pismo venecuelanskoj vladi i tadašnjem predsedniku Srbije, Slobodanu Miloševiću, u kojem su tvrdili i zahtevali: „Mi znamo da je Kasandra nevina – oslobodite je optužbe!“. U susednoj Bosni i Hercegovini gledaoci su bili zgroženi kada je Kasandra bez objašnjenja nestala sa malih ekrana. Američki Stejt Dipartment je priskočio u pomoć i zamolio gospodina Antonija Paeza iz Coral Pictures za savet. Nakon istrage, ustanovljeno je da bosanskohercegovačka televizija nikada nije kupila prava za emitovanje Kasandre. Priznali su da su preuzimali signal jedne druge televizije iz regiona, a kada to više nije bilo izvodljivo, morali su seriju skinuti sa programa. Pošto je gospodinu Paezu bilo jasno u kakvoj je situaciji ta televizija bila u devedesetim godinama, poklonio joj je svih 150 epizoda Kasandre. Zbog nezapamćene euforije koju je ova telenovela izazvala na Balkanu, glumci Koraima Tores (Kassandra) i Enri Soto (Randu) su posetili Bugarsku, Srbiju i Bosnu i Hercegovinu, kao i mnoge druge zemlje širom sveta. Koraimu Tores umalo nije ubio obožavalac u Bosni i Hercegovini tokom promocije telenovele. Naime, hteo je da liši Kasandru svih patnji i bola.
Zbog imaginarnih života likova koje prate na televiziji, pojedini ljudi zanemare sopstvene obaveze. U Indoneziji je vlada saopštila „da je nedopustivo da se zbog telenovele Kasandra ne ide na posao“. Tokom emitovanja telenovele Mari Mar, džamije u Abidžanu (Obala Slonovače) su, tokom ramadanskog posta, molitve održavale ranije, kako vernike ne bi dovodile u iskušenje da se moraju odlučivati između Mari Mar i molitve.

## Telenovela iz perspektive kritičara
Protivnici telenovela često kude jako idealizovani imaginarni svet koji one stvaraju u svojim pričama. Po shvatanjima kritičara te serije su, sa svojim glamuroznim scenografijama i uvek lepim, doteranim glumcima, predaleke od svakodnevnog života.
Jedna od glavnih meta kritičara su likovi, koji se pojavljuju, a neretko nalikuju kalupu sa svojim stereotipskim osobinama. Umesto da ih prikazuju sa više aspekata, oni ih navodno redukuju na jednodimenzionalne osobine, tako da na kraju ostaju samo klišei (dobrota-zloba, ljubav-mržnja, velikodušnost-zavist) i polarizacije.
Mnogi psiholozi smatraju da publika koristi telenovele za beg iz stvarnosti. Vodeći u produkciji telenovela su Brazil i Meksiko. Sa gledišta kritičara, šljašteći svet u telenovelama treba utešiti žitelje sirotinjskih naselja i pomoći im da prebrode socijalnu nejednakost, nepravdu i nasilje. Ako mnogi nesrećni i od sudbine kažnjeni likovi dožive pravdu, onda gledanost primetno raste.
Pre svega se meksičke telenovele prepoznaju po stereotipnim likovima i providnom radnjom. Učestali motiv je lepa devojka koja se zaljubljuje u bogatog muškarca, dok njegova porodica pokušava da uništi tu vezu u korenu. Međutim, kritičari primećuju, da su brazilske telenovele kvalitetnije, imaju razrađenije likove i inovativnije sadržaje.
Najoštrije kritike upućene evropskim telenovelama su navodno loša adaptacija. Meksička rediteljka Alisija Karvahal je scenarijom prve hrvatske telenovele Vila Marija bila zadovoljna, ali je ipak imala druge zamerke: "U Vili Marija stalno se puši i pije, a tako nešto prosto je nezamislivo u meksičkim serijama, jer u toj zemlji shvataju edukativnu snagu telenovela koje se koriste kako bi mladi bili vaspitavani u pravom smeru".
Nemačkim produkcijama prebacuju što se rade po modelu scenarija i režije sapunica, a ne telenovela. Tako je novinarka Melani Rupreht napisala za list Die Zeit: „Najveća greška je ta, što se ovaj žanr odbacuje kao besmislen i plitak. U latinoameričkim državama je on važan i ima značajnu društvenu funkciju. „Zaljubljeni u Berlinu“ (Verliebt in Berlin) će međutim u najboljem slučaju iznedriti dve nove šlagerske zvezde.“
Šef produkcijske kuće UFA Grundi Rajner Vemken ovaj slučaj međutim gleda na sasvim drugi način. On smatra da se strane telenovele na nemačkom tržištu ne mogu ukoreniti i tvrdi: „Ako jedna telenovela treba da osigura dobru gledanost, onda mora da bude proizvedena u Nemačkoj“.

## Zanimljivosti
- Sa 605 epizoda „Mundo de juguete“ (1974–1977, Meksiko) drži rekord kao najduža latinoamerička telenovela.
- U Meksiku je 1986. godine nestalo struje u celoj državi, dok je emitovana poslednja epizoda telenovele Cuna de lobos (Kolevka vukova). Isti slučaj se skoro ponovio 2007. godine u Brazilu kad je bila prikazivana poslednja epizoda telenovele Paraiso Tropical (Tropski raj).
- Mnoge poznate glumice i pevačice su svoju karijeru započele glumeći u telenovelama.
  - Talija 
    - , 1987
    - , 1988
    - , 1989
    - , 1992
    - Marimar, 1994
    - , 1995
    - Rosalinda, 1999

  - Šakira 
    - , 1996

  - 
    - , 1988
    - , 1992
    - , 1995

  - Patrisija Manterola 
    - , 1995
    - , 1997
    - , 2004

  - Salma Hajek 
    - , 1988
    - Teresa, 1989
    - , 1996
- Za ulogu Kamile, koja boluje od leukemije, glumica Karolina Dikman je morala da odseče svoju dugu plavu kosu i da se ošiša do glave.
- je delom sniman u Maroku i bila je prva produkcija koja je se prikazivala na američkoj televiziji sa engleskim titlovima.
- Cirkus Suarez, koji se pojavljuje u telenoveli Kasandra, je pravi cirkus. Glumci su tokom snimanja sa njima putovali od grada do grada.
- Sve hrvatske telenovele produkcijske kuće AVA su svoju svetsku premijeru imale na srpskoj televiziji RTV Pink, jer je Pink premijerno emitovao seriju istog dana kad i HRT, ali u ranijem terminu (npr. Vila Marija je emitovana pola sata ranije).
- Za telenovelu Ponos Ratkajevih je fabrika slatkiša Kraš lansirala posebnu bombonjeru "Ratkajevi". U telenoveli je plemićka porodica Ratkaj bila vlasnik fabrike čokolade Union, koja na kraju serije biva preimenovana u Kraš.

## Spoljašnje veze
- , engleski španski
- Telemundo, španski
- Televisa Архивирано на веб-сајту  (14. октобар 2007), španski
- , španski
- Архивирано на веб-сајту  (28. новембар 2006), engleski, španski